# Srđan Srećković
Srđan Srećković, en serbe cyrillique Срђан Срећковић (né le 12 avril 1974 à Belgrade) est un homme politique serbe. Il est membre du Mouvement serbe du renouveau, un parti politique monarchiste. Du 7 juillet 2008 au 27 juillet 2012, il a été ministre de la Diaspora dans le gouvernement de Serbie présidé par Mirko Cvetković.

## Biographie
Srđan Srećković a suivi les cours de la Faculté d'économie de l'université de Belgrade, où il a obtenu un master. Il a été directeur général adjoint de Jat Airways, la plus importante compagnie aérienne de Serbie
Sur le plan politique, il est vice-président du Mouvement serbe du renouveau et, de 2004 à 2007, il a été vice-ministre du Commerce, du Tourisme et des services.

## Divers
Srđan Srećković est marié. Il parle anglais.